# Campionati del mondo di ciclismo su strada 2000 - Gara in linea femminile Elite
La gara in linea femminile Elite dei Campionati del mondo di ciclismo su strada 2000 fu corsa il 14 ottobre in Francia, con partenza ed arrivo a Plouay, su un circuito di 14,15 km da ripetere 9 volte, per un totale di 127,4 km. L'oro andò alla bielorussa Zinaida Stahurskaja, che vinse con il tempo di 3h17'39" alla media di 38,659 km/h, l'argento all'olandese Chantal Beltman e a completare il podio la svedese Madeleine Lindberg.

## Squadre e corridori partecipanti
| N.    | Cod. | Squadra     |
| ----- | ---- | ----------- |
| 1-7   | LTU  | Lituania    |
| 8-14  | AUS  | Australia   |
| 15-19 | UKR  | Ucraina     |
| 20-25 | ITA  | Italia      |
| 26-29 | RUS  | Russia      |
| 30-34 | ESP  | Spagna      |
| 35-40 | FRA  | Francia     |
| 41-46 | SUI  | Svizzera    |
| 47-53 | CAN  | Canada      |
| 54-59 | NLD  | Paesi Bassi |
| 60-64 | BEL  | Belgio      |
| 65    | RSA  | Sud Africa  |
| 66-69 | SWE  | Svezia      |
| 70    | SVK  | Slovacchia  |

| N.      | Cod. | Squadra       |
| ------- | ---- | ------------- |
| 71-76   | USA  | Stati Uniti   |
| 77      | UZB  | Uzbekistan    |
| 78      | AUT  | Austria       |
| 79      | IRL  | Irlanda       |
| 80-81   | BRA  | Brasile       |
| 82      | BOL  | Bolivia       |
| 83-88   | GBR  | Gran Bretagna |
| 89-94   | NOR  | Norvegia      |
| 95-99   | POL  | Polonia       |
| 100-101 | BLR  | Bielorussia   |
| 102     | HKG  | Hong Kong     |
| 103-108 | GER  | Germania      |
| 109-110 | JPN  | Giappone      |
| 111     | FIN  | Finlandia     |

## Classifica (Top 10)
| Pos. | Corridore              | Squadra       | Tempo    |
| ---- | ---------------------- | ------------- | -------- |
| 1    | Zinaida Stahurskaja    | Bielorussia   | 3h17'39" |
| 2    | Chantal Beltman        | Paesi Bassi   | a 1'27"  |
| 3    | Madeleine Lindberg     | Svezia        | a 1'50"  |
| 4    | Susanne Ljungskog      | Svezia        | s.t.     |
| 5    | Mirjam Melchers        | Paesi Bassi   | s.t.     |
| 6    | Sarah Symington        | Gran Bretagna | s.t.     |
| 7    | Deirdre Demet Barry    | Stati Uniti   | s.t.     |
| 8    | Wenche Stensvold       | Norvegia      | s.t.     |
| 9    | Elisabeth Chevanne-Br. | Francia       | s.t.     |
| 10   | Tetjana Stjažkina      | Ucraina       | s.t.     |